# Führerhauptquartier
Führerhauptquartier (FHQ) – obiekt lub kompleks obiektów, którym określano w hitlerowskich Niemczech w czasie II wojny światowej miejsce, z którego oficjalnie sprawował władzę wódz (niem. Führer) – Adolf Hitler.
Od pierwszych dni wojny Hitler starał się być blisko frontu i żołnierzy. Nie chciał powtórzyć błędu niemieckiego naczelnego dowódcy z I wojny światowej, który wojskami niemieckimi we Francji dowodził z Luksemburga, co było jedną z przyczyn klęski Niemców koło Paryża.

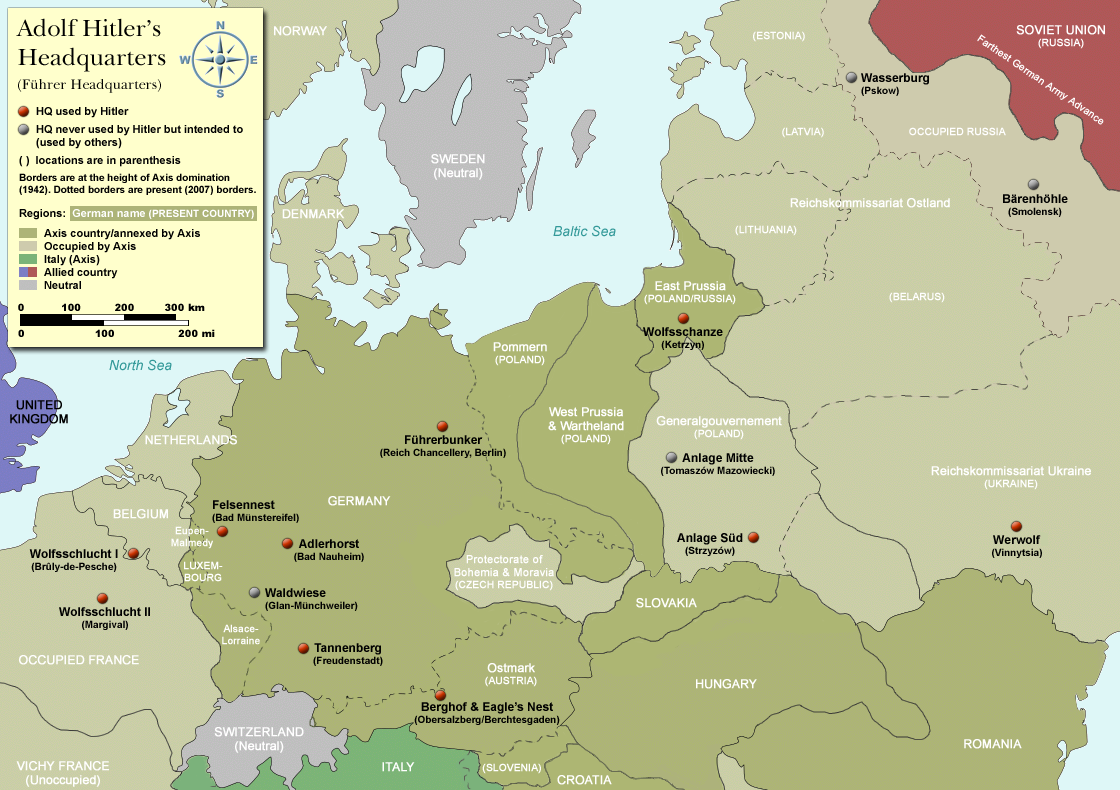
Lokalizacje kwater Hitlera

## Geneza pojęcia
Samo pojęcie FHQ zostało stworzone 1 września 1939 na użytek zewnętrzny, ponieważ w gazetach, radio czy kronikach filmowych użycie tej nazwy miało wymiar uniwersalny i wskazywało na samą górę władzy bez względu na to, gdzie ona się znajdowała. Kryptonimów kwatery używano dopiero na odpowiednio wysokim poziomie utajnienia i też wstrzemięźliwie, dlatego też jadący do OKH Anna oficer raczej stwierdził, że jedzie do FHQ lub FHQ Wolfsschanze, niż podał dokładny typ i kryptonim kwatery.
Istniały także miejsca takie jak Kancelaria Rzeszy (niem. Reichskanzlei), rezydencja Berghof potocznie zwana „Górą” czy schron pod Kancelarią Rzeszy (niem. Führerbunker), które były faktycznymi FHQ, lecz nie miały kryptonimów.

## Składniki kwatery
Integralnymi składnikami FHQ były także posiadające swoje kryptonimy i często odrębne lokalizacje kwatery:
- Dowództwa Sił Zbrojnych – OKW (niem. Oberkommando der Wehrmacht)
- Dowództwa Wojsk Lądowych – OKH (niem. Oberkommando des Heeres)
- Dowództwa Floty Powietrznej – OKL (niem. Oberkommando der Luftwaffe)
- Dowództwa Marynarki Wojennej – OKM (niem. Oberkommando der Marine)
- Marszałka Rzeszy (niem. Quartier der Reichsmarschalls)
- Szefa Kancelarii Rzeszy (niem. Quartier des Chefs der Reichskanzlei)
- Szefa SS i Gestapo (niem. Quartier des SS und Gestapo Chef)
- Ministra Spraw Zagranicznych (niem. Residenz des Aussenministers)
- Lotnisko w odległości do ok. 30 km.

Często OKW była lokowana wręcz na terenie FHQ lub w bezpośrednim sąsiedztwie, natomiast OKM nie opuszczała w ogóle terenu Rzeszy. Wynikało to ze znaczenia poszczególnych placówek według zasady: im ważniejsza, tym bliżej Hitlera.
Łącznie w czasie wojny Niemcy zbudowali ponad 150 stałych i ruchomych obiektów mogących być składnikami centrów dowodzenia i nadających się do wykorzystania jako elementy FHQ.

## Struktura kwatery
|                             |                          | Naczelny Wódz Führer        |                                 |                                          |                                            |
|                             | Szef OKW                 |                             |                                 | Szef Kancelarii NSDAP                    |                                            |
|                             | Szef WFA/WFSt            |                             | Komendant FHQ                   | Szef Prasy NSDAP                         |                                            |
| Adiutant ds. Wojsk lądowych | Adiutant ds. Lotnictwa   | Adiutant ds. Floty wojennej | Adiutant ds. SS                 | Narodowo- Socjalistyczny Korpus Oficerów | Ambasador Ministerstwa Spraw Zagranicznych |
| Stały Przedstawiciel OKH    | Stały Przedstawiciel OKL | Stały Przedstawiciel OKM    | Przedstawiciel Reichsführera SS | Ministerstwo Propagandy                  | Korpus sekretarek i stenografów            |
|                             | Eskadra FHQ              |                             | Policja RSD                     |                                          | Fotografie prasowe                         |
|                             |                          |                             | Ochrona FBB                     |                                          | Kronika filmowa                            |

| Kwatera Oberkommando des Heeres | Kwatera Oberkommando der Luftwaffe | Kwatera Oberkommando der Marine | Kwatera Szefa SS i Gestapo | Rezydencja Ministra Spraw Zagranicznych | Kwatera Szefa Kancelarii Rzeszy |

## Dowódcy kwatery
- Feldmarschall Erwin Rommel: 1 września 1939 – 15 lutego 1940
- Oberstleutnant Kurt Thomas: 16 lutego 1940 – 30 sierpnia 1942
- Oberstleutnant Gustav Streve: 31 sierpnia 1942 – 31 lipca 1944
- Oberstleutnant Otto Ernst Remer: 1 sierpnia 1944 – 15 stycznia 1945
  - Oberstleutnant Gerhard Pick 16 stycznia 1945– 28 lutego 1945 (? jako komendant dzielnicy rządowej)
  - Oberstleutnant Gustav Streve: 16 stycznia 1945 – 28 lutego 1945 (?)
- SS-Sturmbannführer Otto Günsche: 1 marca 1945 – 22 kwietnia 1945

## Lista kwater
Lista zawiera wykaz rzeczywistych FHQ. Nie pokrywa się ona z wykazem wszystkich obiektów, które powstały jako FHQ, gdyż część z nich nigdy się nimi nie stała: z powodu zmiany planów strategicznych, z powodu osobistych przekonań führera (jak chociażby odrzucony z powodu zbyt dużego komfortu i luksusowego wyposażenia zamek Ziegenberg pod Bad Nauheim) lub też po wybudowaniu popadły w zapomnienie i po pewnym czasie były adaptowane do innych celów.
| Kryptonim            | Nazwa polska               | Lokalizacja                                               | Okres wykorzystania      | Główny cel użycia              | Uwagi                     |
| -------------------- | -------------------------- | --------------------------------------------------------- | ------------------------ | ------------------------------ | ------------------------- |
| Amerika              | Pociąg Specjalny Ameryka   | Pomorze Zachodnie, Dolny Śląsk, Górny Śląsk               | wrzesień 1939            | inwazja na Polskę              | Führersonderzug           |
| FHQ Felsennest       | Skalne Gniazdo             | Rodert, na południe od Bad Münstereifel, Niemcy           | 10 maja – 5 czerwca 1940 | inwazja na Francję             | Anlage F                  |
| FHQ Wolfsschlucht I  | Wilczy Jar 1               | Brûly-de-Pesche, obok Couvin, w Walonii, Belgia           | 6–28 czerwca 1940        | inwazja na Francję             |                           |
| FHQ Tannenberg       | Góra Jodłowa               | Kniebis, na zachód od Freudenstadt, Schwarzwald, Niemcy   | czerwiec/lipiec 1940     | zwiedzanie Linii Maginota      | Anlage T                  |
| FHQ Frühlingssturm   | Wiosenna Burza             | Mönichkirchen, na południe od Wiener Neustadt, Austria    | kwiecień 1941            | inwazja na Grecję i Jugosławię | Führersonderzug           |
| FHQ Wolfsschanze     | Wilczy Szaniec             | Gierłoż, na wschód od Kętrzyna, warmińsko-mazurskie       | 1941–1944                | wojna ze Związkiem Radzieckim  | Anlage Nord, Askania Nord |
| Anlage Süd           | Strzyżów, Cieszyna-Stępina | Strzyżów, na północ od Krosna                             | sierpień 1941            | wojna ze Związkiem Radzieckim  | Askania Süd               |
| FHQ Wehrwolf         | Wilkołak                   | na północ od Winnicy, Ukraina                             | 17 lipca 1942−1943       | wojna ze Związkiem Radzieckim  | Anlage Eichenhein         |
| FHQ Wolfsschlucht II | Wilczy Jar 2               | Margival, na wschód od Soissons, Francja                  | czerwiec 1944            | operacja „Overlord”            | Führersonderzug           |
| FHQ Adlerhorst       | Orle Gniazdo               | Ziegenberg, na zachód od Ober-Mörlen, góry Taunus, Niemcy | grudzień 1944            | niemiecka ofensywa w Ardenach  | Anlage A                  |